# Praelongorthezia varipes
Praelongorthezia varipes är en insektsart som först beskrevs av Leonardi 1911.  Praelongorthezia varipes ingår i släktet Praelongorthezia och familjen vaxsköldlöss. Inga underarter finns listade i Catalogue of Life.